# Handal Roban
Handal Roban, né le 5 septembre 2002, est un athlète de Saint-Vincent-et-les-Grenadines spécialiste du 800 mètres.

## Biographie
Il se classe deuxième du 800 m des Championnats d'Amérique du Nord, d'Amérique centrale et des Caraïbes d'athlétisme 2022, derrière l'Américain Jonas Koech.
Il est étudiant à l'Université d'État de Pennsylvanie
En 2023, il remporte la médaille d'or des Jeux d'Amérique centrale et des Caraïbes, à San Salvador au Salvador, en portant son record personnel à 1 min 45 s 93.

## Palmarès
| Date | Compétition                              | Lieu         | Résultat | Épreuve | Marque        |
| ---- | ---------------------------------------- | ------------ | -------- | ------- | ------------- |
| 2022 | Championnats NACAC                       | Freeport     | 2e       | 800 m   | 1 min 47 s 08 |
| 2023 | Jeux d'Amérique centrale et des Caraïbes | San Salvador | 1er      | 800 m   | 1 min 45 s 93 |

## Records
| Épreuve | Temps              | Lieu         | Date         |
| ------- | ------------------ | ------------ | ------------ |
| 800 m   | 1 min 45 s 36 (NR) | Philadelphie | 29 juin 2024 |